# Quartier Saint-Marceau
Pour les articles homonymes, voir Saint-Marceau.

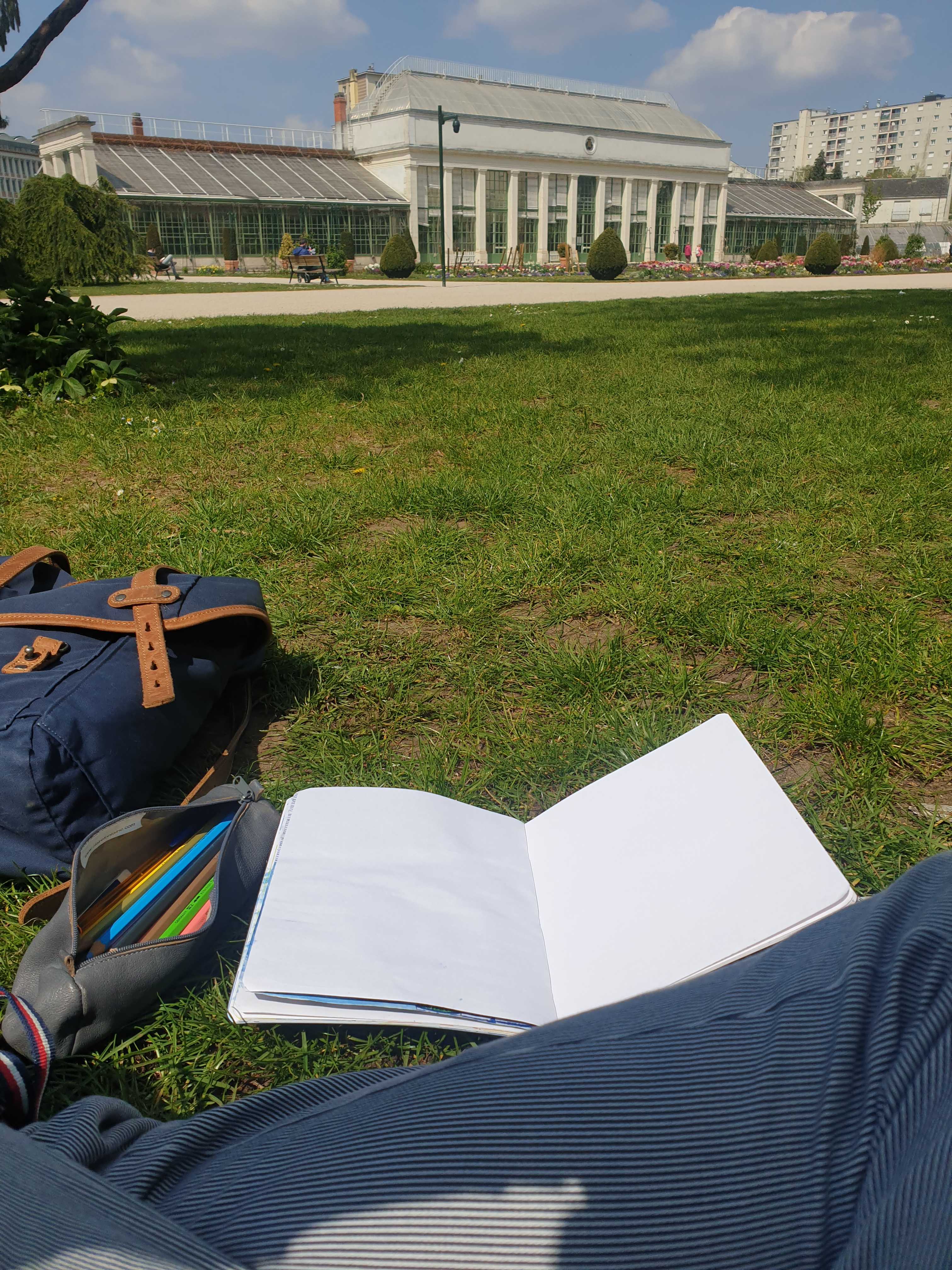
Serre du jardin des plantes d'Orléans

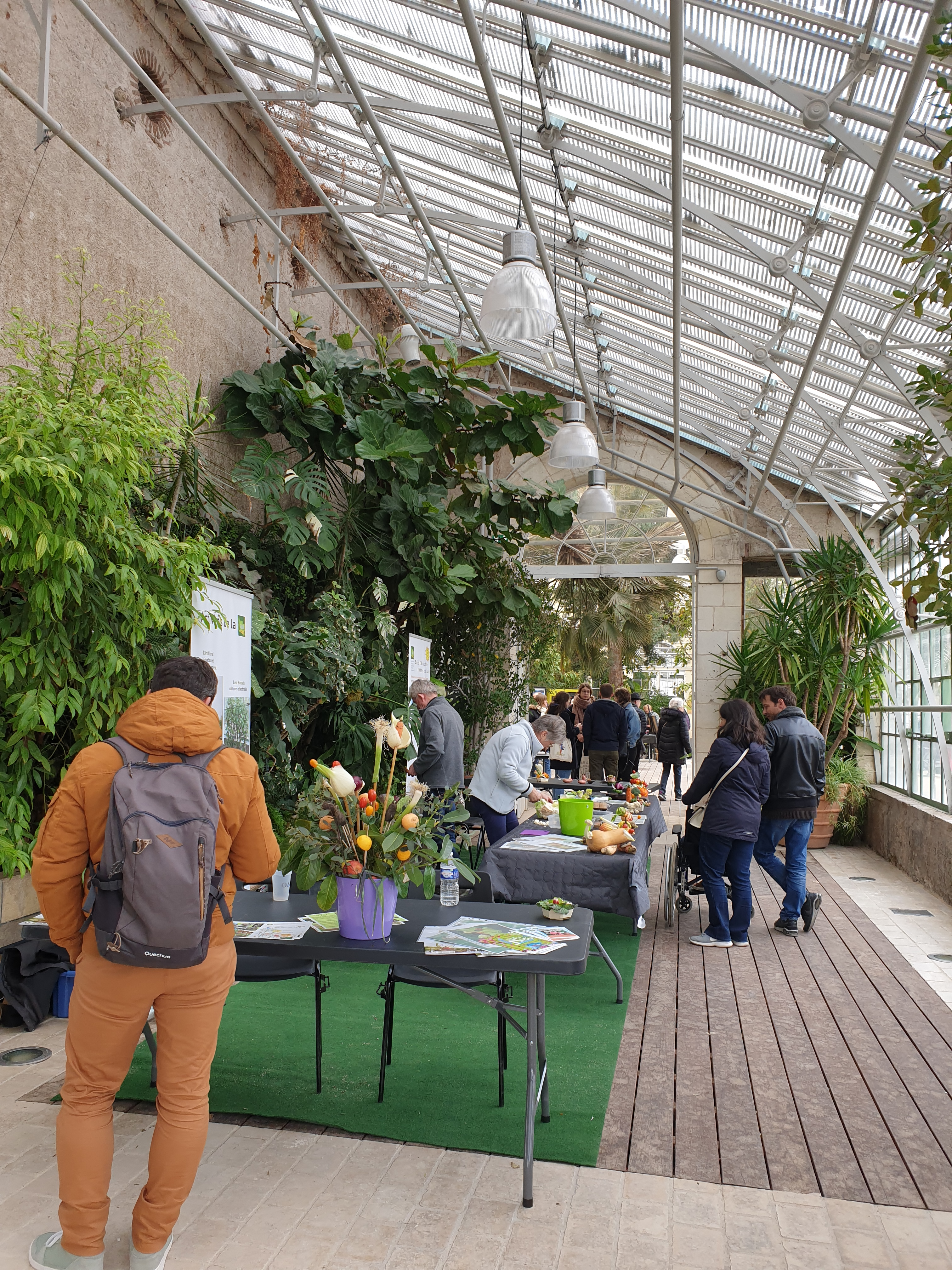
Fête des plantes dans la serre du jardin des plantes d'Orléans

Le quartier Saint-Marceau est un des six quartiers d'Orléans, ville située dans le Loiret en région Centre-Val de Loire. Il est étendu et affiche un caractère résidentiel.

## Géographie

### Situation
Le quartier se situe sur la rive gauche de la Loire et au sud d'Orléans. Il a une superficie de 685 hectares. Il est délimité par la Loire et les communes de Saint-Jean-le-Blanc, Saint-Cyr-en-Val, Olivet, Saint-Pryvé-Saint-Mesmin, et le quartier d'Orléans-la-Source.

### Transports
La  ligne A du tramway d'Orléans dessert le quartier avec les arrêts (Tourelles-dauphine, Saint-Marceau et Mouillère).

#### Bus
La  ligne 22 dessert le quartier en semaine et le samedi (correspondance à la station et arrêt « Saint-Marceau ») .

## Description

### Histoire
La rue Saint-Marceau est une ancienne voie romaine qui était un lieu de transit commercial qui maillait le quartier avec les seules rues du Coq-Saint-Marceau à l'Est et la rue Tudelle à l'Ouest qui allait vers Blois ainsi que la route d'Olivet au Sud.
C'est le quartier le plus peuplé de la ville avec près de 24 000 habitants. Le quartier était une zone marécageuse à l'époque romaine. Il était autrefois tourné vers l'horticulture depuis que Henri IV lui donna ses lettres de noblesse. Dès la fin du XVe siècle la première pépinière de France s'y établit. Le quartier fut pendant des dizaines d'années le laboratoire pour la découverte de nouvelles roses. La roseraie Jean-Dupont en garde la mémoire aujourd'hui.   
La croix Saint-Marceau fut édifiée en souvenir des mariniers, sauveteurs de la crue de 1846, néanmoins une simple croix de pierre existait déjà au XVIIIe siècle.    
Une tradition veut que les jardiniers et maraîchers-horticulteurs célèbrent chaque année Saint Fiacre.

### Culture
Le quartier comporte la Maison des Arts et de la Musique (MAM) qui accueille de nombreuses structures amateurs ou professionnelles dans tous les domaines du spectacle vivant (musique, théâtre, danse, cirque, mime…).
La première église primitive de Saint-Marceau est attestée en 561 puisque Gontran, roi de Bourgogne, qui résidait à Orléans, faillit y être assassiné. En 1082, l'église sera agrandie et à partir du 12ème siècle, elle sera placée sous l'autorité de l'abbaye de Saint-Mesmin. En 1428, l'église est saccagée pendant le siège de la ville et sera reconstruite. En 1567, les huguenots dévastent l'église qui sera à nouveau restaurée. En 1739, le clocher sera emporté par un ouragan. Après la Révolution, en 1793, l'église sera affectée aux réunions du Club des Jacobins, puis transformée en Orangerie à l'occasion d'une fête agricole. La porte fut agrandie à ce moment. L'autel de la chapelle de la Vierge venait de l'abbaye de Saint-Loup. On y voyait deux reliquaires : Une relique de Saint-Aignan et une autre de Saint-Marceau. Puis l'église tomba en vétusté. Elle sera restaurée à la fin du 19ème siècle et rendue au culte en 1892 avec un nouveau clocher surmonté d'une statue de Jeanne d'Arc. En août 1944, les bombardements Américains touchent le clocher et la magnifique statue de Jeanne d'Arc.
Elle accueille chaque été les Fêtes de Saint-Fiacre avec plus de 50 000 fleurs et 1000 potées fleuries colorées.
Chaque année, une fête des plantes se déroule au jardin des plantes ainsi que dans sa serre.
Le Zénith d'Orléans est une salle de spectacle française.
CO'MET, est un complexe culturel et sportif, il accueille l'équipe de l'Orléans Loiret Basket. La fête des Duits fédère chaque été sur les Duits autour de créations artistiques pluridisciplinaires, contemporaines et expérimentales, départ depuis la guinguette La Paillote.
Au 7 rue Tudelle, une plaque indique que le peintre Paul Gauguin a vécu dans cette maison.
Le pont Georges-V ou Pont royal arrive au niveau de Tourelles au nord du quartier.

### Parcs et jardins
Le quartier comporte l'un des plus grands parcs de la ville, le jardin des plantes d'Orléans, jardin botanique de 3,5 hectares ainsi que le Parc Léon Chenault, le Parc du Moins Roux et la Roseraie Jean-Dupont.

### Marchés

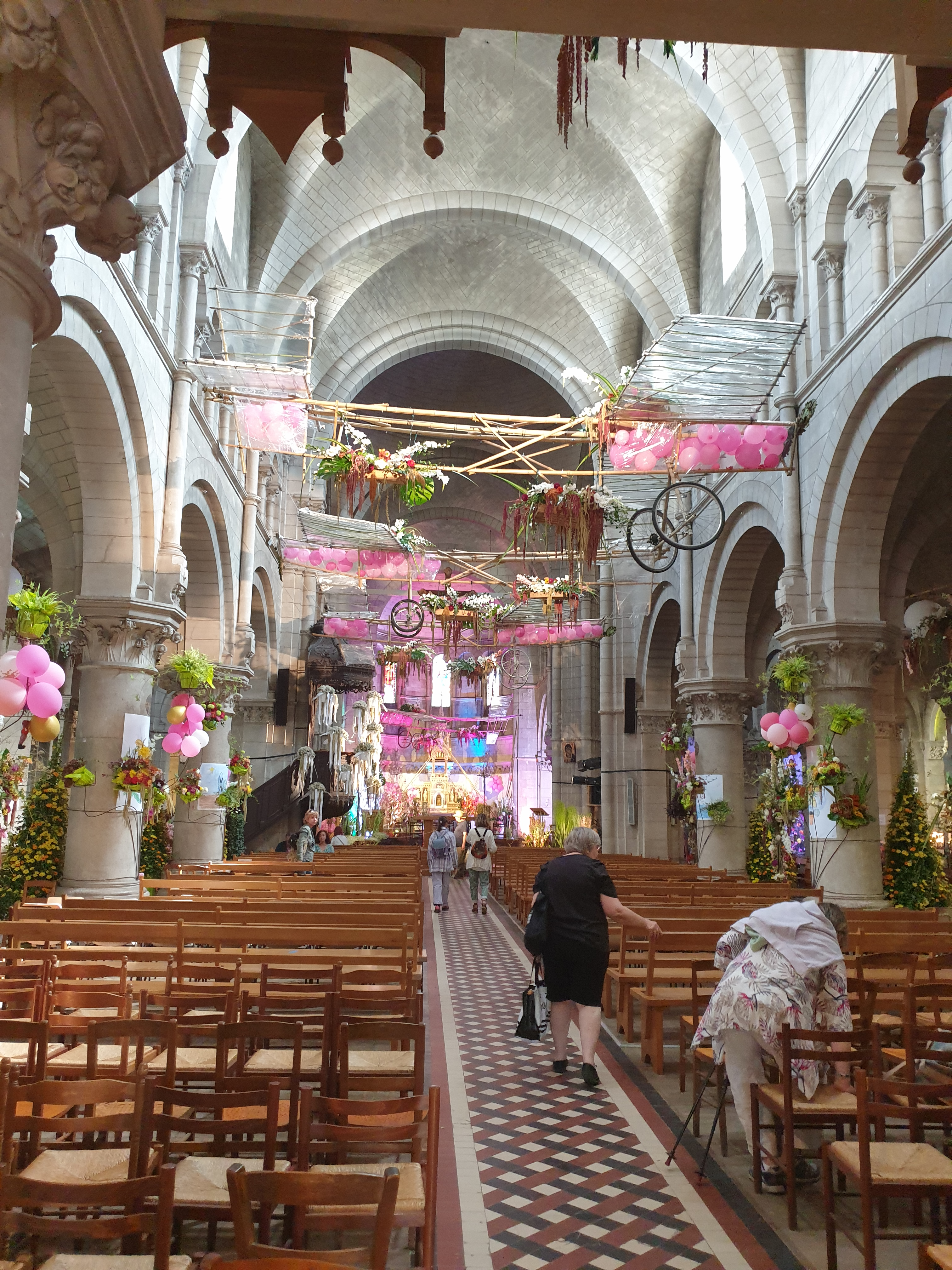
Fêtes de Saint-Fiacre à l'église Saint-Marceau

Le quartier accueille deux marchés par semaine :
- Mardi 8h-2h - Marché de Saint-Marceau sur la charmante place de la Bascule avec ses maisons à colombages.
- Jeudi 7h30-12h30 - Marché Turbat (rue Eugène Turbat)

### Enseignement
Le quartier comporte de nombreux établissements pédagogiques :
Ecole Maternelle Bénédicte Maréchal
Ecoles Maternelles Publiques Jardin des Plantes
École maternelle publique Jacques Prévert
Ecole Maternelle Saint Marceau
Ecole Primaire Saint Marceau
École primaire publique la Cigogne
Ecoles Primaires Publiques du Jardin des plantes
Ecole Montessori Le Renard Et La Rose
Collège La Croix Saint Marceau
Collège Etienne Dolet
Lycée Charles Péguy
Lycée Saint-Charles

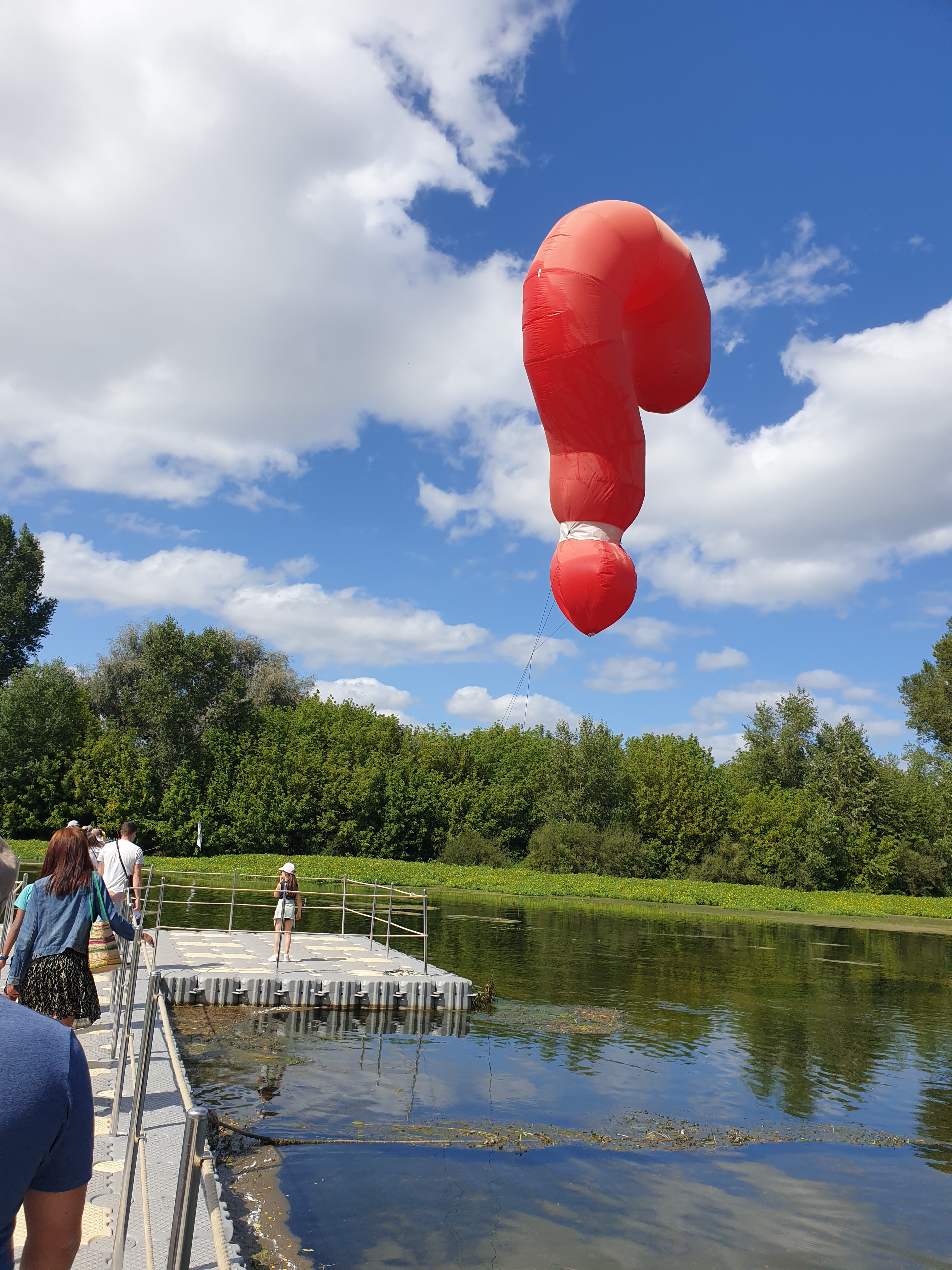
Fête des duits

Campus la Mouillère, école horticole
ECOLE-IT, école supérieure d'informatique